# 보수방류
보수방류(일본어: 保守傍流)는 일본 자유민주당의 파벌 계통을 가리키는 말이다.
보수합동 이전에 주로 일본민주당에 속한 그룹이었으며 더 거슬러 올라가면 자유당의 하토야마 이치로 파벌과 개진당 계열로 구성되어 있었다. 하지만 보수본류의 구분과 마찬가지로 고이즈미 준이치로 때 파벌 약체화가 이루어지면서 지금은 그런 분류가 사실상 무의미해졌다.

## 보수방류의 흐름을 잇는 파벌
- 세이와 정책연구회(아베파)
- 지수회(니카이파)
- 근미래정치연구회(이시하라파)